# Scuola neoricardiana
Con il nome scuola neoricardiana si indica un gruppo di economisti dedito alla rilettura delle opere di David Ricardo alla luce dell'interpretazione datane da Piero Sraffa nella sua Introduzione del 1951 ai Principi di economia politica e dell'imposta e nella sua opera principale, cioè Produzione di merci a mezzo di merci del 1960.

## Il rapporto tra Marx e Sraffa
Il termine "neoricardiano" è nato nell'ambito marxista e vuole indicare questo gruppo di economisti come revisionisti rispetto all'originaria teoria economica di Karl Marx. Infatti, i neoricardiani sono convinti che si possa tracciare una linea di continuità tra le opere di Ricardo, quelle di Marx e quelle di Sraffa. La ripresa della visione della produzione come processo circolare, oltre a essere una critica del marginalismo (in particolare per quel che riguarda il concetto di capitale), è anche una riabilitazione dell'economia classica. Sraffa, come si sa, riesce a spiegare l'antagonismo tra capitale e lavoro senza far ricorso alla teoria del valore lavoro. Secondo alcuni critici della teoria neoricardiana, questo renderebbe del tutto incompatibili Sraffa e Marx, in quanto Sraffa, rinunciando alla teoria del valore lavoro (rivelatasi insufficiente nello spiegare i prezzi, come è stato evidenziato nella controversia sulla trasformazione dei valori in prezzi del Libro III de Il capitale), rinuncerebbe anche alla categoria dello sfruttamento. I neoricardiani, al contrario, pensano che la teoria del valore lavoro non sia la base sulla quale Marx rivendicava una maggior quota del prodotto nazionale per i lavoratori. Lo sfruttamento sarebbe, secondo i neoricardiani e, soprattutto, secondo Pierangelo Garegnani, un "mero fatto". La teoria del valore lavoro serve a Marx a spiegare le dinamiche del capitalismo e a prevederne il crollo, le crisi di realizzazione, la caduta tendenziale del saggio del profitto, ma non a spiegare lo sfruttamento.
Piero Sraffa abbandona la teoria del valore-lavoro di Marx per la determinazione dei prezzi e sceglie di definire i prezzi di produzione sulla base della nozione di un tasso di profitto medio di tutte le industrie, che sono determinate nel processo di concorrenza, cercando di ottenere un uguale tasso di profitto profitto in tutti i settori, ma senza spostarsi verso un altro settore economico.
Riferendosi ad un'economia di sussistenza, Piero Sraffa sottolinea che si tratta di un'economia in cui la priorità è soddisfare i bisogni fondamentali della società (sistema non capitalista); mentre l'economia del surplus ha come priorità la generazione di accumulazione di ricchezza (economia capitalista). 

## Esponenti della scuola neoricardiana
Un elenco non esaustivo dei neoricardiani è il seguente:
- Maurice Dobb
- John Eatwell
- Pierangelo Garegnani
- Heinz Dieter Kurz
- Luigi Pasinetti
- Joan Robinson
- Alessandro Roncaglia
- Neri Salvadori
- Fernando Vianello